# Culombimetría potenciostática
La culombimetría potenciostática es un experimento es una forma de coulombimetría que generalmente emplea un sistema de tres electrodos controlado por un potenciostato. En el experimento un electrodo de trabajo se mantiene a un potencial eléctrico constante (en voltios) y se mide la corriente eléctrica (en amperios) con el tiempo (en segundos). En un experimento correctamente controlado un analito es cuantitativamente convertido de su estado de oxidación original a un nuevo estado de oxidación, oxidado o reducido. Como el sustrato se consume, la corriente también disminuye, acercándose al cero cuando la conversión esá próxima a completarse.  
Los resultados de una coulombimetría potenciostática se visualizan como el gráfico de los culombios totales que pasan (la carga eléctrica total) frente al tiempo, en segundos, aunque el experimento mide realmente la corriente eléctrica (amperios) con el tiempo. Esto se hace para mostrar que el experimento se acerca al número total de culombios esperado. 

## Relaciones fundamentales y usos
La masa de la muestra, la masa molecular, el número de electrones en la reacción del electrodo, y el número de electrones pasados durante el experimento están todos relacionados por la ley de Faraday de la electrólisis. Se sigue que, si se conocen tres de los valores, entonces puede calcularse el cuarto. La coulombimetría potenciostática también puede ser útil para objetivos de síntesis si el producto de la electrólisis puede ser aislado. Esto es más conveniente cuando el producto es neutro y puede ser aislado de la solución de electrólito por extracción o cuando los productos platean uno de los electrodos o precipitan en otra forma. Incluso si el producto no puede ser aislado se pueden realizar otras técnicas analíticas sobre la solución que incluyen la NMR, RSE, espectroscopia UV-Vis, espectroscopia infrarroja, entre técnicas de otras dependiendo de la situación específica. En celdas especialmente diseñadas la solución puede ser activamente monitoreada durante el experimento.

## Diseño de la celda
En la mayoría de experimentos de tres electrodos hay dos celdas aisladas. Una contiene el  electrodo auxiliar y el electrodo de trabajo. El otro contiene el electrodo de referencia. Estrictamente hablando, el electrodo de referencia no requiere un compartimento separado.  Un electrodo de cuasi referencia tal como un electrodo de alambre de plata/cloruro de plata puede exponerse directamente a la solución de analito. En aquellas situaciones donde hay preocupación porque el analito y trazas de productos redox que pueden interactuar con el electrodo de referencia y disminuir o aumentar el flujo.  En consecuencia incluso esas simples referencias son comúnmente secuestradas en sus propias celdas, son los electrodos de referencia más complejos. Los electrodos de referencia más complejos, como electrodo estándar de hidrógeno, el electrodo de calomelanos saturado, o el electrodo de cloruro de plata, (con una concentración específica) ,o se pueden mezclar directamente con la solución de analito por miedo a que el electrodo se deshaga o interaccione/reacciones con el analito.
La coulombimetría potenciostática se realiza mejor en una celda de tres partes en las que el electrodo auxiliar y electrodo de referencia tiene cada uno su propia celda, que se conecta a la celda que contiene el electrodo de trabajo.  Esto aísla los procesos redox indeseables que tienen lugar en el electrodo auxiliar. Durante una coulombimetría potenciostática el analito se somete a un proceso redox en el electrodo de trabajo. Si el sistema está abierto entonces sería posible para el producto de esa reacción desactivar al electrodo auxiliar y sufrir la reacción redox inversa. Además, para mantener la corriente apropiada en el electrodo de trabajo el electrodo auxiliar experimentará potenciales extremos que a menudo oxidan o reducen el disolvente o el electrólito para equilibrar la corriente. En los experimentos voltamperométricos, las corrientes (en amperios) son pequeñas pero esto no es un problema para descomponer una pequeña cantidad de disolvente o electrólito. En contraste una coulombimetría potenciostática implica corrientes mayores en varias órdenes de magnitud. En el electrodo auxiliar esta corriente mayor podría descomponer una cantidad significativa de la solución/electrólito y probablemente hirviendo la solución en todo el proceso en un esfuerzo por equilibrar la corriente. Para mitigar este desafío la celda auxiliar a menudo contiene una mayor o menor cantidad de "reductor sacrificable" (ferriceno) " o de oxidante sacrificable (ferroceno) para equilibrar la reacción redox total.
Para obtener un rendimiento ideal el electrodo auxiliar debe ser similar en área superficial, tanto como sea posible, y uniformemente espaciado con el electrodo de trabajo. Esto es en cuanto a los esfuerzos para prevenir los "puntos calientes". Los puntos calientes son el resultado de la corriente siguiendo el camino de menor resistencia. Esto significa que gran parte de la química redox se producirá en los puntos a uno u otro extremo de la ruta más corta entre el electrodo de trabajo y el auxiliar. El calentamiento asociado con las capacidades de resistencia de la solución puede ocurrir en el área alrededor de estos puntos donde realmente está hirviendo la solución. El burbujeo resultante de este hervor aislado de la solución puede ser confundido con la evolución de gas.

## Velocidades y cinética
La velocidad de estas reacciones/experimentos no está determinada por la concentración de la solución, sino por la transferencia de masa del sustrato en la solución de la superficie del electrodo. Las velocidades se incrementan cuando se disminuye el volumen de la solución, la solución se agita más rápidamente, o el área del electrodo de trabajo es mayor. Dado que la transferencia de masa es tan importante, la solución se agita durante una coulombimetría potenciostática. Sin embargo, esta técnica no se considera generalmente una técnica hidrodinámica, ya que un flujo laminar de la solución contra el electrodo no es ni el objetivo o el resultado de la agitación.
La coulombimetría potenciostática es citada ocasionalmente en la literatura como un medio para estudiar las velocidades de las reacciones electroquímicas. Sin embargo, la coulombimetría potenciostática es generalmente un método pobre para estudiar las velocidades de las reacciones electroquímicas ya que la velocidad de la coulombimetría potenciostática está gobernada generalmente por la habilidad de cada celda específica para llevar a cabo la transferencia de masa. Las velocidades más lentas que este cuello de botella de la transferencia de masa rara vez son de interés. 

## Eficiencia y termodinámica
Los análisis electrocatalíticos a menudo mencionan la eficiencia de la corriente o eficiencia faradaica de un determinado proceso determinado para una coulometría potenciostática. Por ejemplo, si se forma una molécula de hidrógeno por cada dos electrones introducidos en una solución ácida decimos que la eficiencia faradaica sería del 100%. Esto indica que los electrones no terminaron realizando ninguna alguna otra reacción. Por ejemplo, la oxidación del agua a menudo produce oxígeno así como peróxido de hidrógeno en el ánodo. Cada uno de estos productos se relaciona con su propia eficacia faradaica unida al montaje experimental.
Tampoco es lo mismo la eficacia de la corriente que la eficiencia termodinámica, ya que se dirige según el potencial (voltios) y nunca está determinado por la cantidad de electrones agregados o eliminados. La eficacia de voltaje determinada por la sobretensión de las reacciones está más directamente relacionada con la termodinámica de la reacción electroquímica. De hecho, la medida en que una reacción se completa está relacionada con cuánto mayor es el potencial aplicado que los potenciales de reducción de interés. En el caso de múltiples potenciales de reducción de interés, a menudo es difícil establecer un potencial de electrólisis a una distancia “prudencial” (como 200 mV) más allá de un proceso redox. El resultado es la incompleta conversión del sustrato, o bien la conversión de algunos de los sustratos a la forma más reducida. Este factor debe ser considerado al analizar la corriente que ha pasado y cuando se trata de hacer un experimento/análisis/aislamiento con la solución del sustrato.